# Politique aux Pays-Bas
 (novembre 2023).
Si vous disposez d'ouvrages ou d'articles de référence ou si vous connaissez des sites web de qualité traitant du thème abordé ici, merci de compléter l'article en donnant les références utiles à sa vérifiabilité et en les liant à la section « Notes et références ».
Cet article concerne la politique aux Pays-Bas. Les institutions politiques néerlandaises, alimentées par de multiples partis politiques, reposent sur la Constitution des Pays-Bas. Les Pays-Bas sont une monarchie constitutionnelle depuis 1815, une république entre 1581 et 1806 et occupés par la France de 1806 à 1815.

## Institutions

### Pouvoir exécutif

#### Chef de l'État

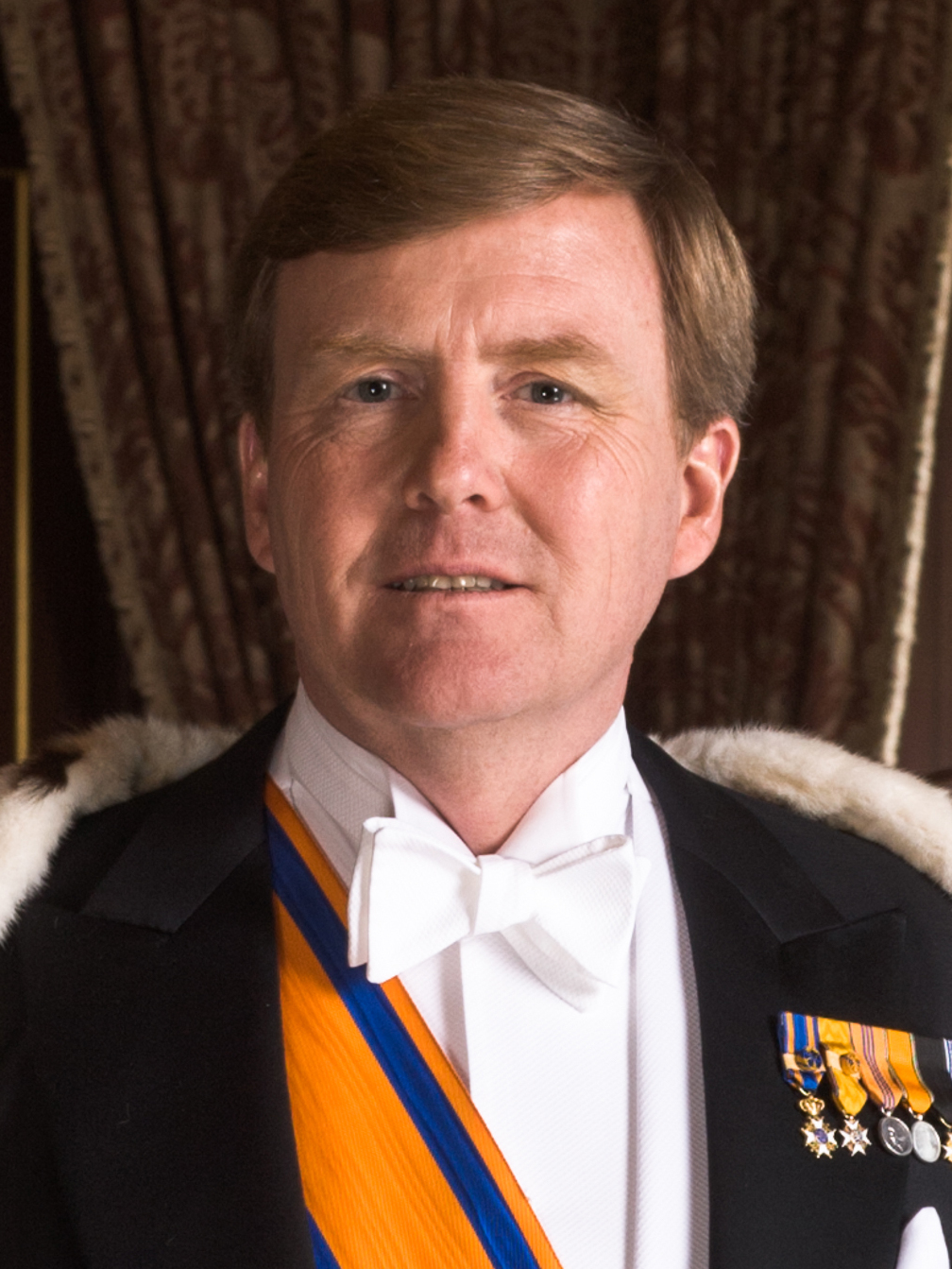
Willem-Alexander, roi des Pays-Bas depuis 2013.

La Constitution des Pays-Bas (en néerlandais : Grondwet, également traduisible en « Loi fondamentale »), adoptée en 1815, dispose que le monarque est le chef de l'État et a un rôle dans plusieurs processus législatifs en tant que de jure chef du gouvernement. Il doit cosigner avec au moins un de ses ministres chaque loi pour la valider. Le roi est également ex officio président du Conseil d'État (Raad van State), un organe qui conseille le gouvernement sur chaque loi et qui est le tribunal suprême en matière de droit administratif. Le monarque ne peut pas, par convention, exercer un pouvoir politique dans ses positions de chef de la nation.
Le roi joue aussi un rôle central dans la formation d'un gouvernement après des élections générales ou une crise gouvernementale. Comme les gouvernements de coalition entre deux partis ou plus sont la règle, ce processus a de l'influence sur la politique du gouvernement pour les années à venir. Le roi nomme le formateur, qui dirige les négociations, après avoir consulté les chefs de file des partis représentés au Parlement. Lorsque les négociations sont terminées, le roi nomme le gouvernement. Lorsqu'un gouvernement tombe, le Premier ministre doit présenter sa démission au roi.
Le pays étant une démocratie, le roi ne donne, sauf exception, jamais son avis personnel de manière publique. Il s'abstient de voter, du moins publiquement. Il signe les arrêtés royaux, qui lui sont fournis par les diverses administrations. Il peut par les textes, dans certains cas, s'il pense qu'un organe législatif s'est fondamentalement trompé ou que la motion va provoquer un tort illégitime à un citoyen ou résident, bloquer une loi. Il est également le chef des Forces armées néerlandaises, à titre honorifique, puisque le ministre de la Défense concentre l'essentiel des pouvoirs. Le monarque représente symboliquement le pays à l'étranger, notamment lors de visites d'État. Sur demande du Premier ministre, il peut dissoudre chacune des assemblées des États généraux.
Depuis 2013, Willem-Alexander est le chef de l'État néerlandais. Il succède à sa mère, la reine Beatrix.

#### Cabinet

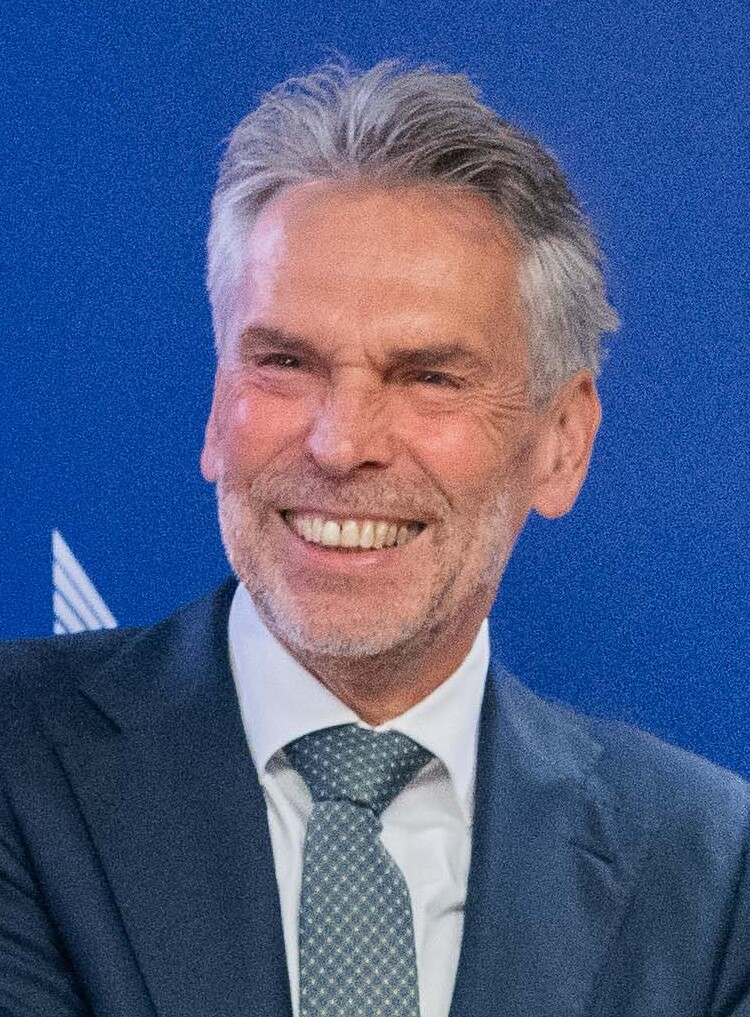
Dick Schoof (Indépendant), Premier ministre depuis 2024.

L'actuel gouvernement, le cabinet Schoof, est une coalition entre le Parti pour la liberté (PVV), lé Parti populaire pour la liberté et la démocratie (VVD), le Nouveau Contrat social (NSC) et le Mouvement agriculteur-citoyen (BBB). Elle est formée à la suite des élections générales du 22 novembre 2023. Le cabinet, qui prend ses fonctions le 2 juillet 2024, comprend alors 15 ministres en plus du chef du gouvernement.
Le Premier ministre des Pays-Bas est le président du conseil des ministres : il est de facto le détenteur du pouvoir exécutif. Les ministres et secrétaires d'État disposent malgré cela d'un fort pouvoir décisionnel. Le titre de vice-Premier ministre des Pays-Bas permet à son ou ses détenteurs de remplacer le Premier ministre en cas de vacance temporaire ou définitive. Le ou les occupants de la fonction sont généralement membre d'un parti différent de celui du Premier ministre, à la tête d'un ministère et siègent en cela au conseil des ministres. Par ailleurs, la Constitution prévoit que le cabinet formé du monarque, du président du conseil et des ministres est un. De ce fait, des divergences publiques d'opinions sont de facto rares malgré les opinions politiques différentes. Dans les faits, le roi n'assiste de nos jours plus aux réunions hebdomadaires du cabinet mais s'entretient individuellement avec ses ministres lorsque des échéances législatives approchent.
Depuis 1939, il est possible de nommer un ministre à un poste sans portefeuille. Il est dans ce cas rattaché dans sa mission à un ministère tiers.

#### Collectivités locales
Le royaume des Pays-Bas est composé de douze provinces et de trois territoires insulaires dans les Antilles, au caractère de pays constitutifs.
Chaque province est gouvernée par un commissaire du roi (nommé par le souverain par arrêté royal, sur recommandation du corps législatif provincial) et une députation provinciale, élue par le même corps législatif (les États provinciaux), lui-même élu par le peuple. Comparativement aux provinces du Canada ou aux États des États-Unis, les provinces néerlandaises ne disposent pas de pouvoirs très étendus, bien que chacune d'entre elles possède son parlement local ; il s'agit de pouvoirs administratifs qui assurent la liaison entre l'État et les communes. De fait, l'essentiel des pouvoirs juridique, politique et financier est exercé par le gouvernement national et non par les gouvernements provinciaux. Les municipalités, pour leur part, sont dirigées par un conseil élu par le peuple et un bourgmestre (maire) nommé par le souverain. La ville d'Amsterdam reste la capitale politique et économique du pays, mais le siège du gouvernement est à La Haye.
Récemment, les Antilles néerlandaises annoncent vouloir réformer leur statut. Un référendum local aux Antilles approuve le changement qui est inscrit et ratifié dans la constitution du royaume. Les Antilles commencent leur réforme le 1er juillet 2007 : Saint-Martin et Curaçao sont transitoirement de nouvelles collectivités reconnues, avant de devenir des territoires autonomes dans le royaume, à l'instar d'Aruba. Les autres îles des Antilles néerlandaises, Bonaire, Saba et Saint-Eustache, deviennent des municipalités des Pays-Bas à statut particulier. Ainsi, le royaume des Pays-Bas comprend quatre territoires : les Pays-Bas proprement dits (divisé en douze provinces et trois communes à statut particulier), Saint-Martin, Curaçao et Aruba.
Le transfert complet des compétences de la fédération des Antilles néerlandaises vers les deux nouvelles collectivités en création ou vers celles des Pays-Bas aurait dû s'achever le 15 décembre 2008, date à laquelle la fédération des Antilles néerlandaises aurait dû être dissoute : les deux nouvelles collectivités auraient dû exercer l'ensemble des compétences d'État au sein du royaume reconnues actuellement à la fédération, alors que les trois communes détachées auraient dû s'intégrer aux Pays-Bas proprement dits (avec le statut particulier qui leur aurait conféré également les mêmes compétences que les autres provinces, au sein de la même collectivité municipale). La réforme est finalement adoptée en 2010, lorsque le commissaire pour Bonaire, Saba et Saint-Eustache, Henk Kamp, présente sa démission, afin d'être remplacé par un représentant du Royaume (Rijksvertegenwoordiger).

### Pouvoir législatif

#### États généraux du royaume des Pays-Bas

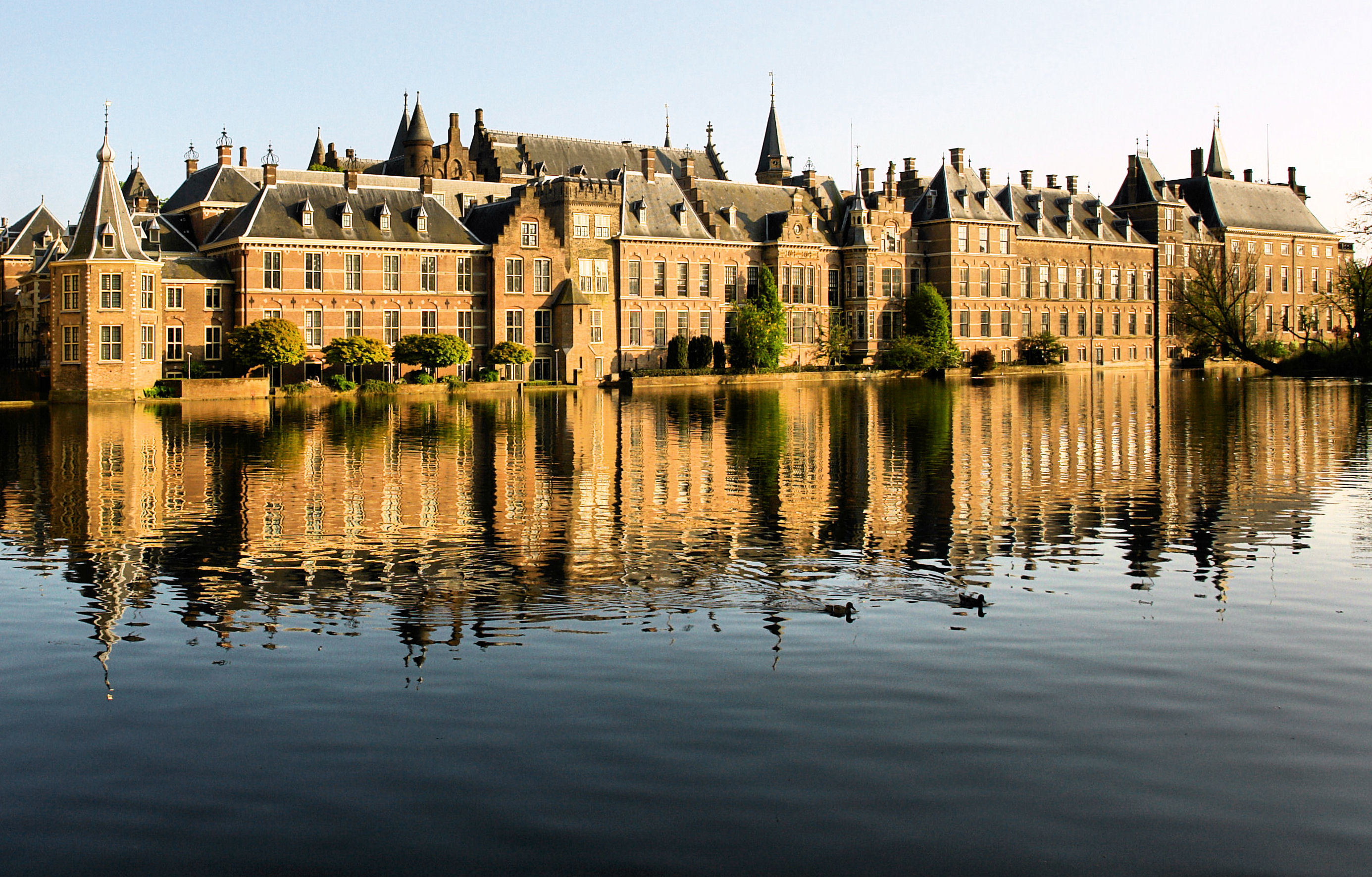
Le Binnenhof de La Haye, où siègent les États généraux.

Les États généraux du royaume des Pays-Bas (Staten-Generaal), le Parlement des Pays-Bas, sont composés de deux assemblées.

##### Seconde Chambre des États généraux
La Seconde Chambre des États généraux (Tweede Kamer der Staten-Generaal), est la chambre basse du Parlement des Pays-Bas. Elle est élue pour quatre ans. Elle comprend 150 membres élus au suffrage universel direct, au scrutin proportionnel. Elle possède des prérogatives plus importantes que la Première Chambre. À la Seconde Chambre se forment et tombent, par les motions de censure, les coalitions de gouvernement. Les ministres sont également politiquement responsables devant celle-ci. Un ministre ou un gouvernement ne peut pas se maintenir sans le soutien d'une majorité à la Seconde Chambre. Une pétition ayant reçu au moins 40 000 soutiens néerlandais peut être présentée par son auteur devant la Seconde Chambre, pour initier un débat.
La Seconde Chambre a trois fonctions principales :
- Contrôle du gouvernement ;
- Colégislateur (avec le gouvernement et la première chambre) ;
- Représentation de la population par son élection au suffrage universel direct.

Le cabinet n'a pas besoin du soutien de la chambre pour lancer des opérations militaires, bien qu'il soit de coutume de soumettre un engagement de l'armée à un vote. En revanche, pour déclarer la guerre, l'exécutif a besoin de l'approbation du Parlement.

##### Première Chambre des États généraux
La Première Chambre des États généraux (Eerste Kamer der Staten-Generaal) est la chambre haute du Parlement des Pays-Bas. Pour cette raison, elle est parfois désignée comme étant le Sénat des Pays-Bas. L'assemblée est élue pour quatre ans, comme la Seconde Chambre. Elle comprend 75 membres élus au suffrage universel indirect par les douze provinces du royaume. La dissolution de la Seconde Chambre par le gouvernement n'entraîne pas automatiquement celle de la première.
La Première Chambre dispose de moyens de contrôle de l'exécutif communs avec la Seconde Chambre. Le rôle de la chambre haute dans le vote de la loi est restreint par rapport à celui de la Chambre basse. Les projets de loi lui sont transmis après approbation par cette dernière. Elle ne peut pas amender le texte, mais seulement l'approuver ou le rejeter.

#### Référendum législatif (2015-2018)
À la suite de l'adoption le 1er juillet 2015 de la loi relative à l'organisation d'un référendum à la demande de citoyens, il est possible de demander la tenue d'un tel scrutin pour remettre en question une loi votée, promulguée par le souverain et publiée dans le journal officiel il y moins de 4 semaines. Dérogent à cette règle les lois touchant à la Maison royale, au budget national et à la Constitution, qui peuvent faire l'objet d'un référendum avant que le monarque n'appose sa signature sur le document. Pour être valide, une participation d'au moins 30 % des inscrits au référendum est nécessaire. Seules les lois récentes peuvent donc êtres soumises à consultation. La requête préliminaire accompagnée de 10 000 signatures de soutien ou plus doit être envoyée au Conseil électoral néerlandais. Il vérifiera alors la légalité de la question soumise à référendum et l'authenticité des signatures. Sous les 6 semaines suivantes, 300 000 signatures de soutien supplémentaires doivent être envoyées, et le Conseil vérifiera à nouveau l'authenticité des signatures et décidera d'une date si référendum il doit y avoir. Le dernier référendum organisé, en 2005, avait abouti au rejet du traité établissant une Constitution pour l'Europe. Les députés avaient à majorité voté pour, mais l'exécutif fit passer l'avis du peuple avant celui des parlementaires.
Le 10 juillet 2018, le référendum d'initiative populaire est officiellement aboli aux Pays-Bas. Utilisé à deux reprises, lors des débats sur l'accord d'association entre l'Ukraine et l'Union européenne de 2016 et à l'occasion du projet de loi sur les services de renseignement de 2018, il est notamment critiqué pour son aspect populiste mais aussi pour la facilité avec laquelle le seuil de signatures requis pouvait être atteint,.

## Partis politiques
Le président d'un parti, nommé par son bureau politique, assure son unité et veille à son fonctionnement correct, tandis que son chef politique, élu par les militants, définit la ligne et les idées du parti.
Les partis politiques aux Pays-Bas sont nombreux, leur multitude étant favorisée par le mode de scrutin d'élection de la seconde Chambre. De petits partis, tel le 50PLUS, représentent ainsi les intérêts d'une minorité de la population à l'assemblée. Avec un système différent de celui d'une assemblée élue par circonscriptions, ces représentants peuvent mettre en avant chaque partie de la population proportionnellement.
Les partis de gauche néerlandais ont toujours été minoritaires, atteignant leur plus haut niveau historique en 2006 avec 42 % des voix. Le Parti travailliste, le plus important d'entre eux, a cependant dirigé plusieurs gouvernements (Willem Drees de 1948 à 58), Joop den Uyl de 1973 à 1977, et Wim Kok de 1994 à 2002) mais toujours en coalition avec des partis de droite modérée. Leurs résultats électoraux sont en déclin constant depuis la fin des années 2000, ce qui pourrait s'expliquer par une vie politique et médiatique dominée par les questions sociétales, en particulier l’immigration, au détriment des enjeux économiques et sociaux.

### Partis politiques représentés aux États généraux

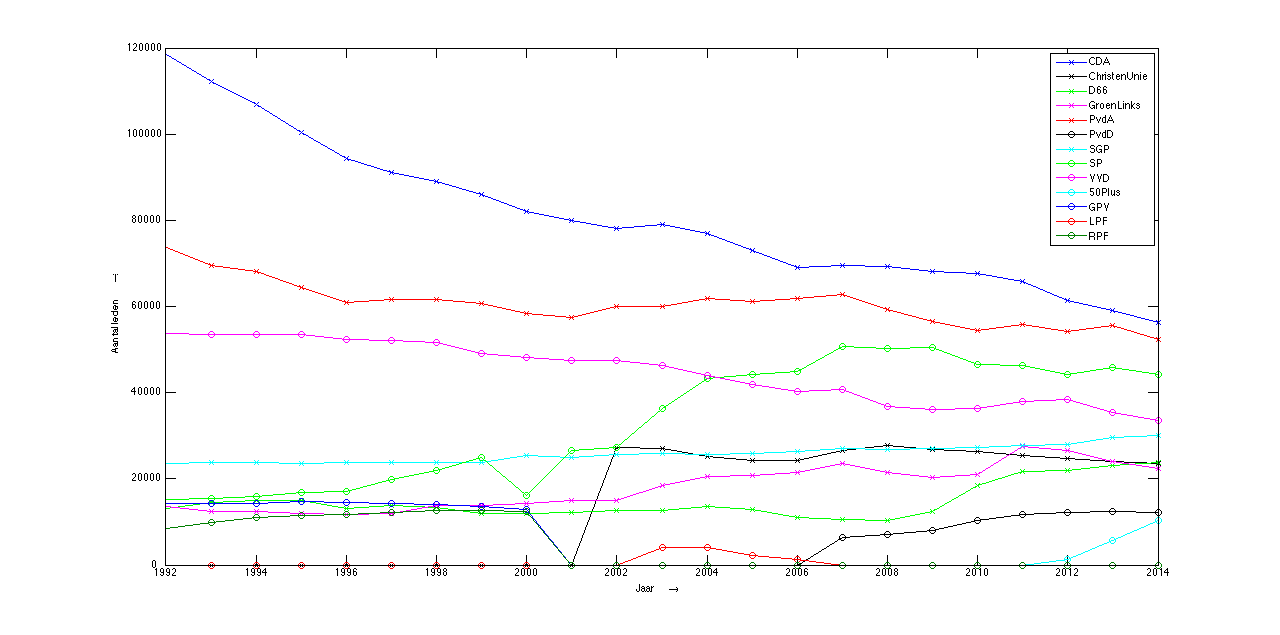
Nombre d'adhérents aux partis néerlandais de 1992 à 2014.

#### Partis représentés dans la Seconde et Première Chambre des États généraux
- Volkspartij voor Vrijheid en Democratie (VVD) (Parti populaire pour la liberté et la démocratie) - Parti à tendance libéral-conservateur. 34/12 sièges.
- Democraten 66 (D66) (Démocrates '66) - Parti social-libéral du centre. 24/7 sièges.
- Partij voor de Vrijheid (PVV) (Parti pour la liberté) Parti d'extrême droite contre l'Islam. 17/5 sièges.
- Christen-Democratisch Appèl (CDA) (Appel démocrate-chrétien) - Parti chrétien-conservateur. 14/9 sièges.
- Partij van de Arbeid (PvdA) (Parti travailliste) - Parti social-démocrate. 9/6 sièges.
- Socialistische Partij (SP) (Parti socialiste) - Parti gauche. 9/4 sièges.
- GroenLinks (GL) (Vert Gauche) - Parti vert, orienté socialiste. 8/8 sièges.
- Partij voor de Dieren (PvdD) (Parti pour les animaux) - Parti gauche qui milite pour la défense des droits des animaux. 6/3 sièges.
- ChristenUnie (CU) (Union chrétienne) Parti social-chrétien, confessionnel protestant - 5/4 sièges.
- Forum voor Democratie (FvD) (Forum pour la démocratie) - Parti national-conservateur et populiste de droite. 5/3 sièges.
- JA21 (Juste réponse 21) - Parti libéral-conservateur issu de FvD. 3/7 sièges.
- Staatkundig Gereformeerde Partij (SGP) (Parti politique réformé) - Parti théocratique et conservateur au calvinisme - 3/2 sièges.

#### Partis réprésentés dans la Seconde Chambre des États généraux
- Volt - Parti social-libéral soutenant le fédéralisme européen. 3 sièges.
- DENK (Penser) - Parti social-démocrate défendant les intérêts des Néerlandais d'origine étrangère. 3 sièges.
- BoerBurgerBeweging (BBB) (Mouvement agriculteur–citoyen) - Parti de centre droit agrariste. 1 siège.
- BIJ1 (Ensemble) - Parti d'extreme gauche antiraciste, anticapitaliste et féministe. 1 siège.

#### Partis réprésentés dans la Première Chambre des États généraux
- 50PLUS - Parti qui défend les intérêts des personnes âgées. 2 sièges.
- Groep Otten (Groupe Otten) - Groupe politique libéral-conservateur. 2 sièges.
- Onafhankelijke Senaatsfractie (OSF) (Groupe indépendant du Sénat) - Groupe composés de partis régionalistes. 1 siège.

## Politiques publiques

### Transparence
Les Pays-Bas disposent d'une base informatique centrale consultable en ligne de toutes les notes de frais payées par l'argent public. Aucune personnalité politique ne peut en outre siéger si elle est condamnée par la justice. Dans ces cas, les élus préfèrent démissionner plutôt que de se voir faire priver de mandat.
Il est également rare de voir une personne condamnée par le passé pour une action en rapport avec ses fonctions politiques revenir sur le devant de la scène : l'alternance est forte.

### Démocratie participative
À l'échelle locale, la population est parfois consultée avant le lancement d'un projet onéreux. Elle interagit de façon générale toujours avec les autorités durant la phase d'élaboration.

### Droits LGBT
Le royaume est généralement vu comme l'un des plus progressistes sur la question des droits pour les LGBT. En effet, dans une étude réalisée en 2013, plus de 85 % des Néerlandais soutenaient le mariage homosexuel, une majorité s'estimait en faveur de l'adoption homoparentale et sur ces deux questions, il n'existe pas de clivage entre la droite et la gauche politique.

### Libéralisation des drogues
Les drogues douces aux Pays-Bas sont dépénalisés, tolérées et consommables dans les coffee shops pour les individus majeurs depuis 1976 dans le cadre de la politique de tolérance au contraire des drogues dures qui sont réprimés.

## Galerie de dirigeants politiques récents

Gouvernement
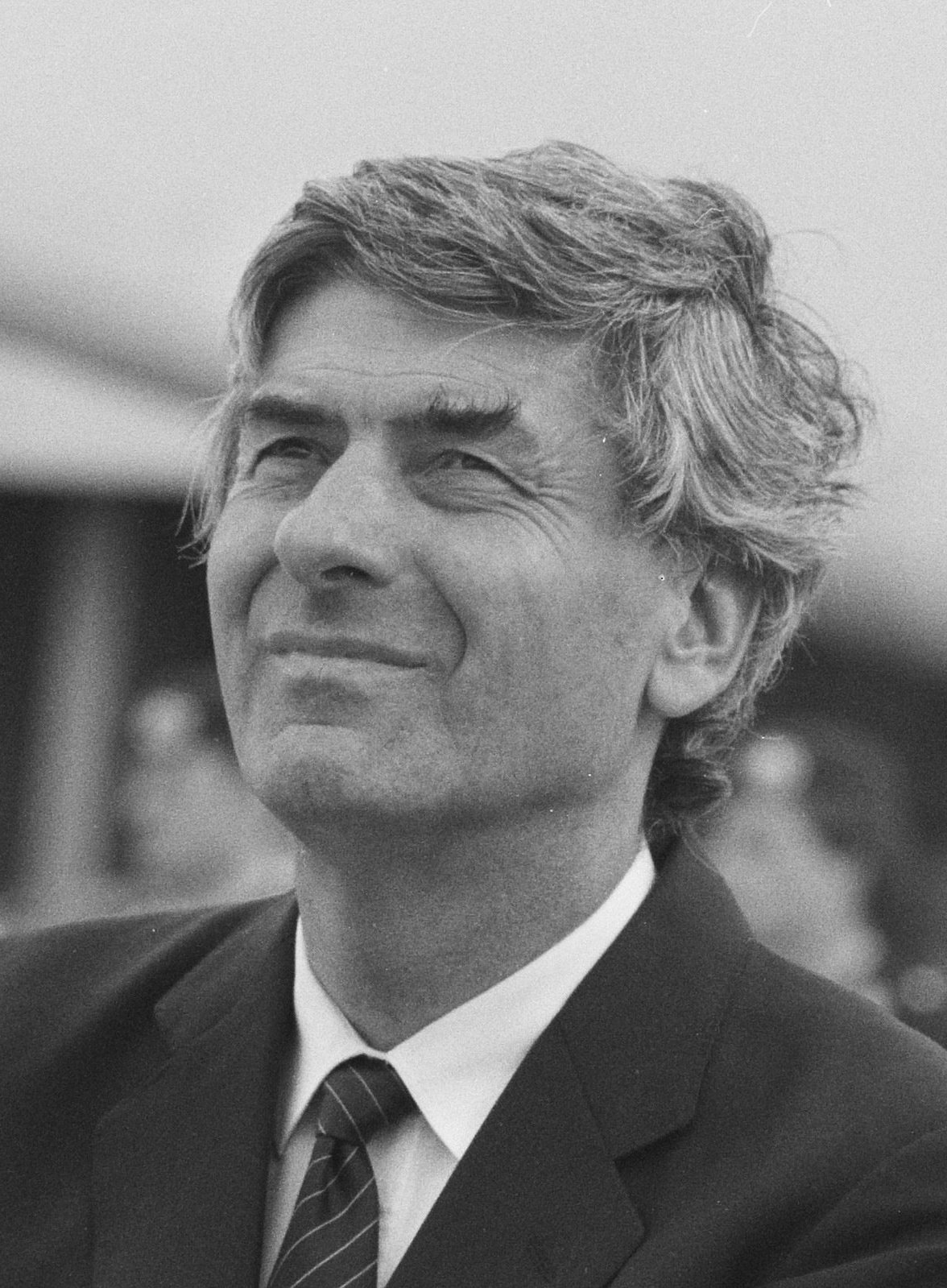
Ruud Lubbers 1982-1994
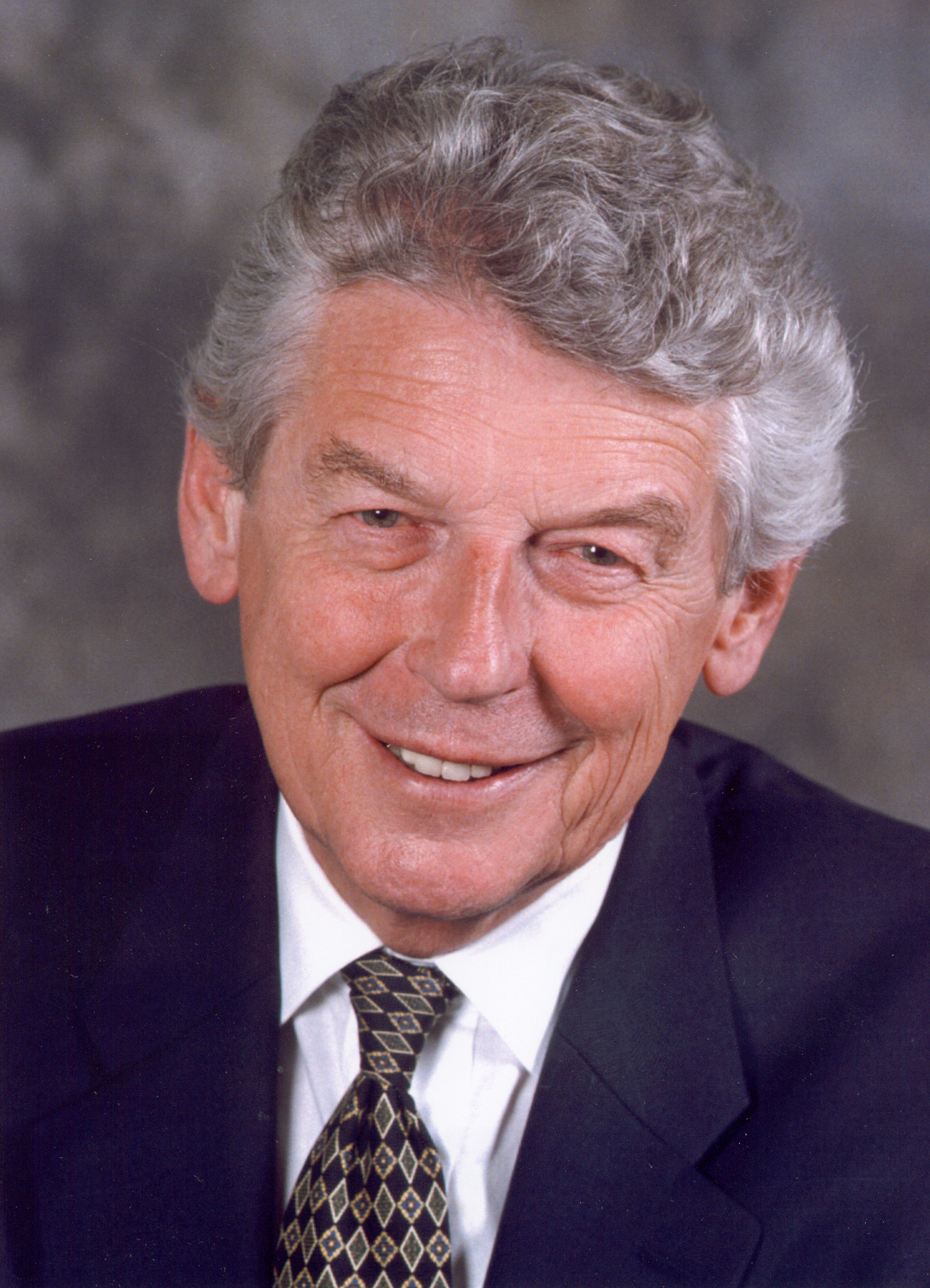
Wim Kok 1994-2002
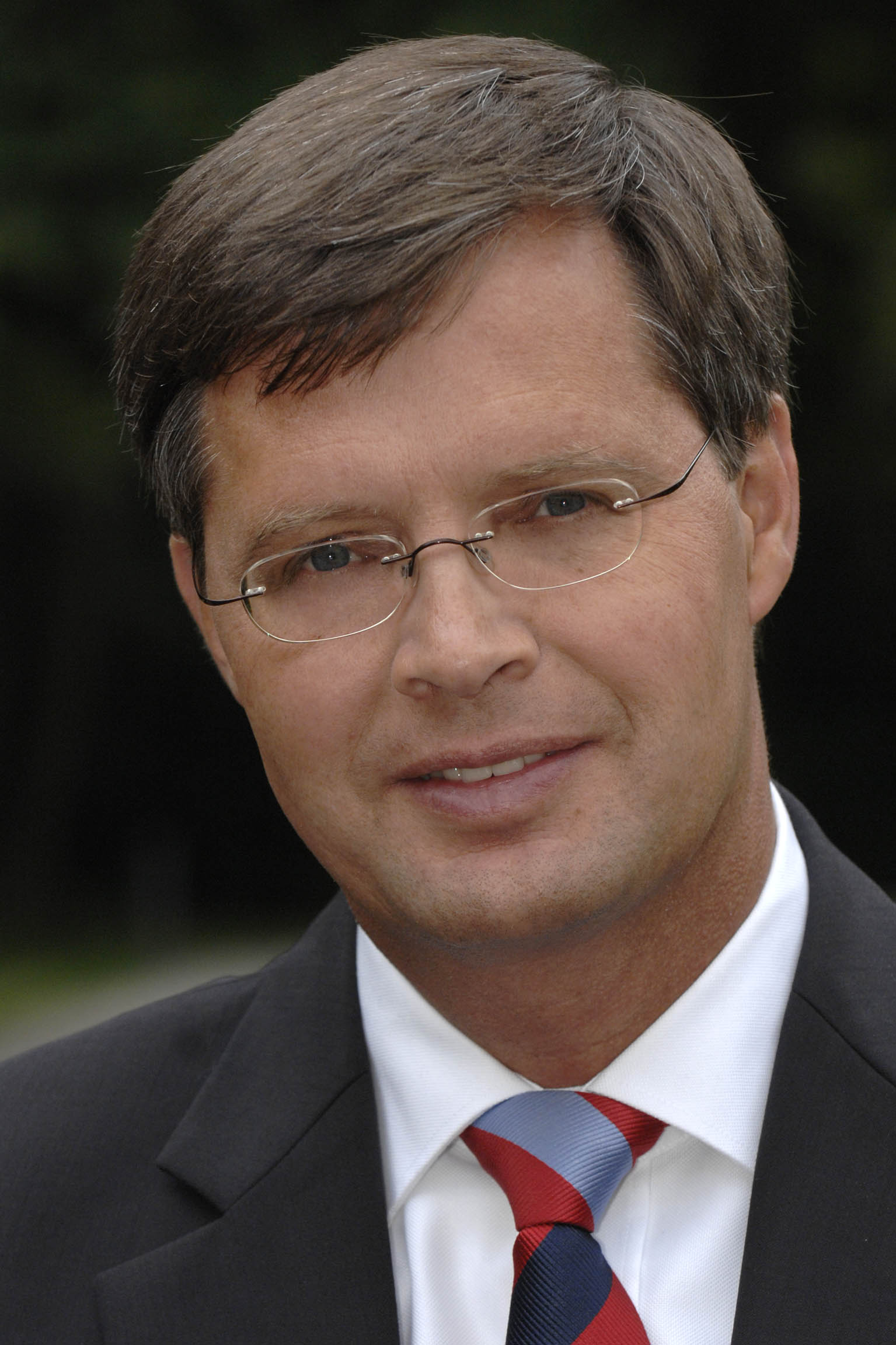
Jan Peter Balkenende 2002-2010
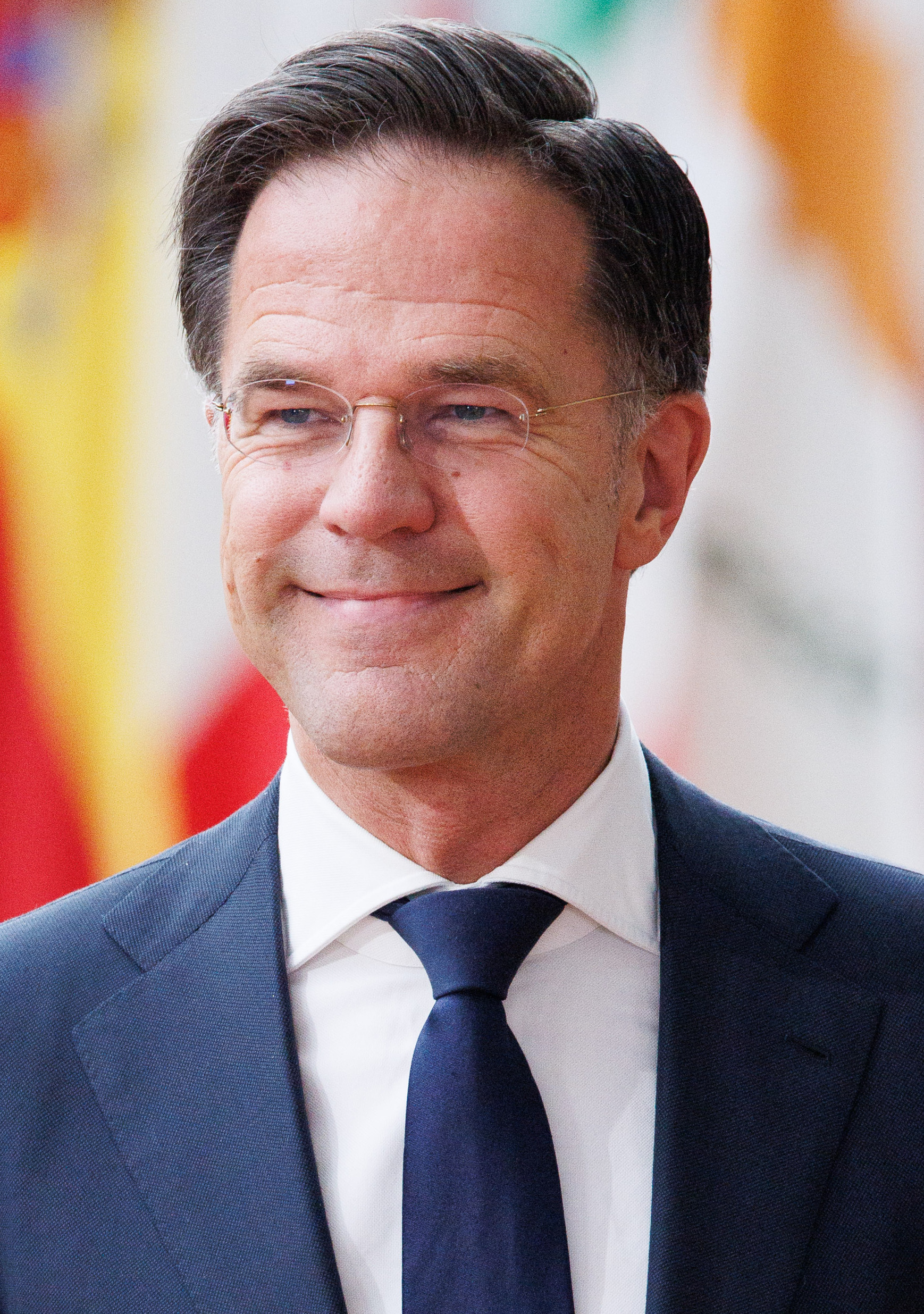
Mark Rutte Depuis 2010